# Edward Alfred Cockayne
Edward Alfred Cockayne (Sheffield, 1880 — 1956) foi um médico inglês especializado em pediatria. Ele passou a maior parte de sua carreira médica no Great Ormond Street Hospital for Sick Children, em Londres.
Cockayne estava particularmente interessado em endocrinologia e doenças genéticas raras, das crianças. Em 1946, ele reconheceu uma doença que seria nomeado após ele, chamado de síndrome de Cockayne. Esta é uma doença multissistêmica rara caracterizada por nanismo, pigmentar retinopatia, deficiente sistema nervoso, desenvolvimento e anomalias faciais. Esta doença já foi dividido em três subtipos:
- Cockayne I, ou Classic Síndrome de Cockayne: em que anormalidades faciais e somáticos se desenvolvem durante a infância. Devido à degeneração neurológica progressiva, a morte ocorre na segunda ou terceira década.
- Cockayne II, ou Síndrome de Cockayne grave: em que anormalidades faciais e somáticos estão presentes ao nascimento. A morte geralmente acontece por sete anos de idade.
- Cockayne III: mais suave do que Cockayne I & II, e seu início ocorre mais tarde do que os outros dois tipos.

Em 1933 ele publicou sua obra "Anormalidades hereditárias da pele e seus anexos". Este foi o primeiro livro que tratava exclusivamente com genodermatoses (doenças hereditárias de pele). Além de seu trabalho médico, Cockayne foi um entomologista, que acumulou uma grande coleção de borboletas e mariposas. Esta, em 1947 foi doada ao Museu Zoológico Walter Rothschild, em Tring, Hertfordshire. Em 1943 ele tornou-se presidente da Royal Society of Entomology.